# Olimpiada Internacional de Astronomía y Astrofísica

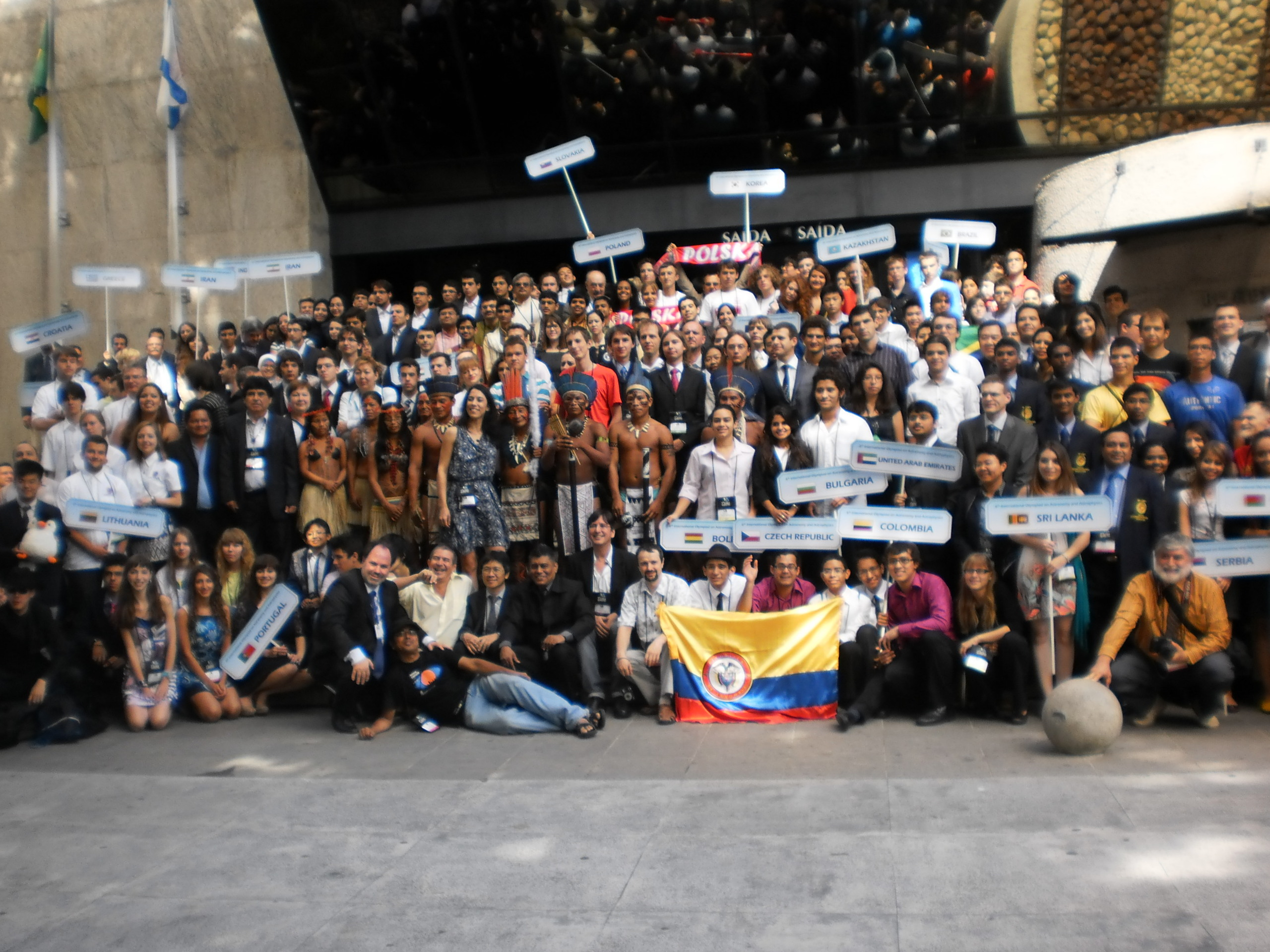
IOAA 2012 en el Planetario Río, Río de Janeiro, Brasil

La Olimpiada Internacional de Astronomía y Astrofísica (IOAA) es una competencia anual de astronomía y astrofísica para estudiantes de secundaria. Es una de las olimpiadas científicas internacionales.
La Olimpiada nació de una disidencia dentro de la Olimpiada Internacional de Astronomía, con el fin de aumentar el alcance de la organización.

## Historia
- La primera Olimpiada se celebró en la ciudad de Chiang Mai (Tailandia) del 30 de noviembre al 9 de diciembre de 2007. El Consejo Internacional, integrado por líderes de equipo, eligió un presidente (Dr. Boonrucksar Soonthornthum, Tailandia) y un secretario general (Dr. Chatief Kunjaya, Indonesia) para un período de cinco años.[2]

## Resumen
| Edición | Año  | País Organizador        | Ciudad Organizadora         | Ganador General                              | Número de Países | Sitio Web        |
| ------- | ---- | ----------------------- | --------------------------- | -------------------------------------------- | ---------------- | ---------------- |
| 1       | 2007 | Tailandia               | Chiang Mai                  | Tailandia Suwun Suwunnarat                   | 21               | * 1st IOAA, 2007 |
| 2       | 2008 | Indonesia               | Bandung                     | India Nitin Jain                             | 22               | * 2nd IOAA, 2008 |
| 3       | 2009 | Irán                    | Tehran                      | India Nitin Jain                             | 20               | * 3rd IOAA, 2009 |
| 4       | 2010 | República Popular China | Beijing                     | PoloniaPrzemysław Mróz                       | 23               | * 4th IOAA, 2010 |
| 5       | 2011 | Polonia                 | Chorzów / Katowice / Kraków | República ChecaStanislav Fořt                | 26               | IOAA 2011        |
| 6       | 2012 | Brasil                  | Rio de Janeiro / Vassouras  | Lituania Motiejus Valiūnas                   | 28               | IOAA 2012        |
| 7       | 2013 | Grecia                  | Volos                       | RomaniaDenis Turcu                           | 35               | IOAA 2013        |
| 8       | 2014 | Romania                 | Suceava / Gura Humorului    | RomaniaDenis Turcu                           | 42               |                  |
| 9       | 2015 | Indonesia               | Magelang / Semarang         | Indonesia Joandy Leonata Pratama             | 41               |                  |
| 10      | 2016 | India                   | Bhubaneswar                 | India Ameya Patwardhan                       | 42               | IOAA 2016        |
| 11      | 2017 | Eslovenia               | Phuket                      | Eslovenia Aleksej Jurca                      | 44               | IOAA 2017        |
| 12      | 2018 | República Popular China | Beijing                     | Rusia Stanislav Tsapaev                      | 39               | IOAA 2018        |
| 13      | 2019 | Hungría                 | Keszthely & Hévíz           | IránAmirreza Hobubi                          | 46               | IOAA 2019        |
| N/A     | 2020 | Estonia                 | N/A                         | Canadá Zhening Li                            | 40               | GeCAA            |
| 14      | 2021 | Colombia                | Bogotá (online)             | Rusia Maksim Permiakov                       | 48               | IOAA 2021        |
| 15      | 2022 | Georgia                 | Kutaisi                     | RomaniaVlad Ștefan Oros                      | 45               | IOAA 2022        |
| 16      | 2023 | Polonia                 | Chorzów / Katowice          | Eslovenia Peter Andolšek                     | 52               | IOAA 2023        |
| 17      | 2024 | Brasil                  | Vassouras                   | Eslovenia Peter Andolšek                     | 54               | IOAA 2024        |
| 18      | 2025 | India                   | Mumbai                      | Será definido tras la culminación del evento | Soon             | IOAA 2025        |

El 1er IOAA-Jr, para estudiantes menores de 16 años, se celebró en Rumania del 30 de octubre al 7 de noviembre de 2022. La 2ª IOAA-Jr se celebró en Volos, Grecia, del 24 al 30 de septiembre de 2023, y su restricción de edad se redujo a estudiantes menores de 15 años. La tercera edición de IOAA-Jr se celebró en Katmandú (Nepal), del 3 al 10 de octubre de 2024. La cuarta edición de la IOAA-Jr se celebrará en Rumanía.

## Países participantes
Fuente: https://www.ioaastrophysics.org/participating-countries/

## Resultados
Fuente: https://www.ioaastrophysics.org/results/

## Ganadores del premio

### Participantes con puntuaciones altas
La siguiente tabla enumera varios ganadores (triples y más) de medallas de oro de la IOAA con sus rangos y años correspondientes.
| Nombre           | Equipo(s)       | Años      | Años       | Años       | Años       |
| ---------------- | --------------- | --------- | ---------- | ---------- | ---------- |
| Peter Andolšek   | Eslovenia       | 2021 (29) | 2022 (10º) | 2023 (1.º) | 2024 (1.º) |
| Amirreza Hobubi  | Irán            | 2017 (1º) | 2018 (1º)  | 2019 (1º)  | 2020(1°)   |
| Stanislav Fořt   | República Checa | 2010 (8º) | 2011 (1º)  | 2012 (2º)  |            |
| Peter Kosec      | Eslovaquia      | 2010 (5º) | 2011 (4º)  | 2012 (5º)  |            |
| Daniel Dolgov    | Rusia           | 2016 (8º) | 2017 (3º)  | 2018 (11º) |            |
| Jindrich Jelínek | República Checa | 2016 (9º) | 2018 (5º)  | 2019 (7º)  |            |

Nota: Varios países (por ejemplo, India, Indonesia, Irán, Tailandia) no permiten que sus estudiantes compitan en IOAA más de dos veces, incluso si son elegibles. Por lo tanto, las estadísticas de esos países no están incluidas en la tabla anterior.